# Carn Turne
Das Kammergrab (englisch Chambered Cairn) Carn Turne (auch Garn Turne oder Garn Tarne genannt) liegt in einem Gebiet mit Felsbrocken und Findlingen im Weiler St Dogwells, bei Fishguard in Pembrokeshire in Wales. Der Ort ist einer von 18 in Wales, wo neolithische Megalithanlagen gefunden werden.
Es sind die Reste eines Kammergrabes aus der Jungsteinzeit. Holzkohle aus diesem Bereich wurde auf 3702–3639 v. Chr. datiert. Die Radiokohlenstoffanalyse von verbranntem Material aus einer Grube legt nahe, dass der Dolmen zwischen 3787 und 3643 v. Chr. errichtet wurde. Es scheint, dass das Ensemble zunächst in einer großen Grube gestanden hatte, ähnlich wie Arthur’s Stone auf der Halbinsel Gower. Nachdem es eingestürzt war, wurde das Kammergrab mit einer Plattform aus Steinen und Erde umgeben, die die Grube und die umgestürzten Pfosten verdeckte. Um den verstürzten Deckstein herum wurde eine Reihe kleinerer Menhire errichtet.
Der V-förmige Vorplatz (ähnlich wie Pentre Ifan) liegt im Nordosten gegenüber einem großen Felsvorsprung. Er wird von sechs Steinen gebildet, der größte ist 2,5 m hoch. Ein etwa 2,0 m hoher Ausreißer liegt im Südwesten.
Ein eindrucksvoller, zusammengebrochener Deckstein mit einem Gewicht von etwa 80 Tonnen liegt auf drei Orthostaten. Der 5,0 × 3,5 × 1,0 m messende Stein gilt als der größte Deckstein Großbritanniens. Die Cup-and-Ring-Markierung auf dem Deckstein ist die erste, auf einem neolithischen Kammergrab in Wales gefundene.
In der Nähe liegt das Kammergrab Garn Wen.